# Comuna Verbivka, Rujîn
Verbivka (în ucraineană Вербівська сільська рада) este o comună în raionul Rujîn, regiunea Jîtomîr, Ucraina, formată din satele Trubiivka și Verbivka (reședința).

## Demografie
Componența lingvistică a comunei Verbivka
     Ucraineană (99,77%)
     Alte limbi (0,23%)
Conform recensământului din 2001, majoritatea populației comunei Verbivka era vorbitoare de ucraineană (99,77%), existând în minoritate și vorbitori de alte limbi.